# Macrothele guizhouensis
Macrothele guizhouensis is een spinnensoort uit de familie Macrothelidae. De soort komt voor in China.